# Volley-Ball Nantes
O  Volley-Ball Nantes é um clube de voleibol feminino francês fundado em 1968

## História
Criado em 1968 com o nome Associação Esportiva Saint-Joseph Nantes  sediado em Saint-Joseph de Porterie. Em 1982 ingressa na Nacional 1 ( primeira divisão na época). Em junho de 2009, ocorre a fusão  do Voleibol Nantes Atlantique e da CS Léo Lagrange Nantes Volleyball se juntam para criar a Union de Groupements Sportifs Élite Nantes Volley Féminin, as duas equipes que terminaram, respectivamente, 4 th e 13 th da Nationale 1. No ano seguinte, o Nantes  terminou o vice-campeão da França da Nationale 1F e entrou na Liga AF. Em maio de 2013 , o grupo terminou e o Nantes Volley Féminin ingressou na VBNA. O clube muda de nome e se torna VB Nantes.

## Títulos

### Competições Nacionais
Campeonato Francês
- Vice-campeão:2013-14, 2018-19

 Copa da França
- Vice-campeão:2013-14,2015-16,2018-19

  Campeonato Francês  B

### Competições Internacionais
- CEV Champions League: 0